# Estádio Municipal Alziro de Almeida
Estádio Municipal Alziro de Almeida, também conhecido como Alzirão, é uma praça de esportes da cidade de Itaboraí, no estado do Rio de Janeiro.
Possui capacidade para 900 pessoas e abriga partidas de futebol da Série B e C do Campeonato Estadual do Rio de Janeiro, da Copa Rio, de campeonatos locais entre outros.
O principal mandante do estádio atualmente é a Associação Desportiva Itaboraí. Eventualmente outra equipe que manda jogos no estádio é o São Gonçalo Esporte Clube durante a atual edição da Série C do carioca e que mandará seus jogos na Copa Rio também na praça esportiva Itaboraiense.

## História
É um estádio bastante antigo e tradicional da cidade de Itaboraí, existem poucos registos de sua história e construção, sendo mais conhecido a partir do momento em que passou a sediar jogos da Associação Desportiva Itaboraí desde sua fundação em 1976, tendo sido casa do time local na histórica campanha do vice-campeonato Fluminense de 1977.
Durante os anos 80 e 90 ficou sem receber jogos profissionais devido a ausência de times locais disputando campeonatos profissionais, sendo esse hiato interrompido apenas por uma curta participação da Associação Desportiva Itaboraí numa participação na quarta divisão do campeonato carioca de 1995, que não teve sequencia no ano seguinte.
Em 2002 a Prefeitura de Itaboraí realizou reformas entre elas a construção de uma cobertura que abrange boa parte do estádio.
Durante os anos 2000 o estádio recebeu vários jogos do Profute Futebol Clube, pelas Series B e C do carioca, recebendo grandes e tradicionais equipes no estádio como o Bangu, Duque de Caxias, America entre outros.
Em 2010, ocorre o retorno da tradicional Associação Desportiva Itaboraí que passa a mandar seus jogos na sua tradicional casa.
Em 2012, o Alzirão passa por reformas que melhoram consideravelmente suas estruturas como reforma de vestiários, do alambrado, do sistema de irrigação do gramado e colocação de 900 cadeiras vindas do Estádio do Maracanã, o estádio perde sua capacidade de 2000 lugares para 900 mas ganha em conforto.
Em 2014, a Associação Desportiva Itaboraí retorna ao futebol profissional fazendo reformas como no banco de reservas e placares personalizando o estádio com o emblema e com as cores do clube, em 2015 o clube consegue o acesso e a vaga na final da série C do campeonato carioca, que obriga a realização de algumas reformas como a construção de um novo portão de entrada e saída de pessoas.
Em 2016, para primeira participação do clube da casa na Serie B do Campeonato Carioca houve uma reconstrução completa da tribuna e das cabines de imprensa do estádio, futuramente há projetos para expansão do estádio para receber jogos da Serie A do Campeonato carioca num caso de um eventual acesso do clube itaboraiense.